# Smalltown Supersound
Smalltown Supersound – norweska wytwórnia płytowa, założona w 1993 roku we Flekkefjord przez Joakima Hauglanda. Wydaje muzykę elektroniczną, jazz, rock, muzykę współczesną

## Historia i profil
Smalltown Supersound założył w 1993 roku Joakim Haugland będąc uczniem w szkoły średniej we Flekkefjord. Nazwa wytwórni miała charakter ironiczny („Superdźwięk Małego Miasta”), ponieważ Flekkefjord było niewielkim, liczącym 4 tysiące mieszkańców miasteczkiem na południu Norwegii, nie mogło też poszczycić się czymś takim jak „superdźwięk”. Celem Hauglanda było wydanie kilku kaset z nagraniami typu lo-fi/noise/bedroom swojego brata i jego przyjaciół. Numer katalogowy, STS, nawiązywał do wytwórni SST, którą w tamtym czasie Haugland bardzo podziwiał. Wytwórnię założył, nie mając wiedzy, czym jest wytwórnia płytowa, ale w miarę rozwoju Smalltown Supersound stopniowo zdobywał wiedzę i doświadczenie. 
W 1996 roku Haugland przeprowadził się do Oslo, gdzie dostał pracę w wytwórni płytowej Voices of Wonder oraz zaczął rezerwować koncerty i wieczory klubowe w klubie jazzowym Blå i klubie rockowym So What!, co pomogło mu w rozwoju jego własnej firmy. Smalltown Supersound stała się po latach firmą o międzynarodowej renomie, znaną szczególnie z innowacyjnego działania, którego celem jest wyszukiwanie i dalszy rozwój nowych artystów.
W 2004 roku została utworzona spółka zależna, Smalltown Superjazzz w celu wydawania  free jazzu i jazzu eksperymentalnego. Spółka została zamknięta w 2012 roku.
Haugland przez pierwsze dwie dekady działalności Smalltown Supersound zgromadził ekscentryczny i zróżnicowany zespół artystów, kładąc nacisk na chwytliwe, zabawne pisanie piosenek, które przewija się przez cały katalog. Wytwórni udało się stworzyć trwałe relacje z różnymi artystami.
W 2018 roku z okazji ćwierćwiecza swojego istnienia wytwórnia wydala okolicznościową, trzypłytową kompilację, The Movement Of The Free Spirit, składającą się z 80 utworów i trwającą 3 godziny i 40 minut. Na wydawnictwie znalazły się nagrania takich artystów jak: Sonic Youth, DJ Harvey, Studio, Yoshimi (z zespołu Boredoms), Kim Gordon, Oneohtrix Point Never, Todd Rundgren, Stereolab, The High Llamas, Neneh Cherry, Ricardo Villalobos, Four Tet, Bjørn Torske, Dungen, The Orb, Kelly Lee Owens, Lindstrøm, Unknown Mortal Orchestra i inni.
W sierpniu 2020 roku z powodu pandemii COVID-19 Haugland i jego zespół wykorzystali aplikację Whereby do zorganizowania pierwszej imprezy odsłuchowej za pośrednictwem wideo ze swoją artystką Kelly Lee Owens. Aplikacja posłużyła Hauglandowi również do nawiązania kontaktów z przedstawicielami z brytyjskiego przemysłu muzycznego.
W 2024 roku w związku z wystawą Trembling Earth Muzeum Muncha nawiązało specjalną współpracę ze Smalltown Supersound. 18 jej artystów (w tym: André Bratten, Kara-Lis Coverdale, Deathprod, Yoshinori Hayashi, Anja Lauvdal, Lindstrøm, Lasse Marhaug, Kelly Lee Owens i Carmen Villain) stworzyło nowe utwory bezpośrednio inspirowane pejzażami Edvarda Muncha oraz procesami i kosmicznymi wizjami przedstawionymi w Trembling Earth. Utwory te (od eksperymentalnej elektroniki po techno, ambient, jazz i improwizację) zostały wydane na podwójnym LP, w czasie trwania wystawy. Jak stwierdził Haugland: „Oprawienie kosmicznych dzieł Edvarda Muncha w muzykę było wymarzonym projektem dla nas jako wytwórni”.

## Artyści
Lista według strony wytwórni na Resident Advisor:

- Actress
- André Bratten
- Annie
- Arp
- Bendik Giske
- Biosphere
- Bjørn Torske
- Bryce Hackford
- Buttechno
- Carmen Villain
- G-ha
- Dan Lissvik
- Deathprod
- Diskjokke
- Drivan
- Idjut Boys
- Johan Agebjörn
- Kelly Lee Owens
- Kevin Drumm
- K-X-P
- Lindstrøm
- Lost Girls
- Matt Karmil
- Mental Overdrive
- Mr. Tophat
- Mungolian Jetset
- Neneh Cherry
- Olanskii
- Pearl Necklace
- Perila
- Prins Thomas
- RocketNumberNine
- rRoxymore
- Rune Lindbæk
- The Swiss
- Todd Terje
- Tussle
- Wildest Dreams
- Will Long
- Yoshinori Hayashi